# Анново (гміна Лабішин)
Анново (пол. Annowo) — село в Польщі, у гміні Лабішин Жнінського повіту Куявсько-Поморського воєводства.
У 1975-1998 роках село належало до Бидгощського воєводства.